# Beyond Gravity
Beyond Gravity (anteriormente RUAG Space) é a divisão de espaço do grupo de tecnologia suíça RUAG. Em um total de quatorze locais, na Suíça (Zurique, Emmen e Nyon), Suécia (Gotemburgo e Linköping), Finlândia (Tampere), Alemanha (Coswig), Estados Unidos (Denver, Titusville, Decatur) e Áustria (Viena e Berndorf), a Beyond Gravity emprega cerca de 1.265 pessoas e registrou vendas de 339 milhões de francos suíços em 2019. Como fornecedora da Arianespace, a Beyond Gravity também é acionista, com 0,82% do capital em 2018.

## História
As atividades da Beyond Gravity teve suas raízes na localidade de Emmen, na Suíça, no final de 1970, quando a empresa começou a realizar a montagem final das carenagens de carga útil para foguetes Ariane como subcontratada da Oerlikon Contraves (mais tarde nomeada para Oerlikon Space). Principalmente por meio de aquisições a Beyond Gravity expandiu seus negócios espaciais continuamente. Primeiro, o governo de propriedade da empresa suíça assumiu as empresas Mecanex (Nyon) e HTS (Wallisellen). Em 2008, a RUAG adquiriu a sueca SAAB Space e sua subsidiária austríaca Aerospace. Em 2009, a RUAG finalmente comprou a Oerlikon Space AG, a maior empresa suíça da área espacial naquele momento.
Ela começou originalmente como uma joint venture entre a SAAB e Ericsson como Saab Ericsson Space até que a Ericsson vendeu sua participação para SAAB juntamente com a Saab Microwave Systems, em 2006.
Em 1 de maio de 2022, para refletir a mudança de visão da empresa e o foco no setor espacial altamente dinâmico, a RUAG Space foi renomeada para Beyond Gravity.
Como resultado de suas origens europeias, a Beyond Gravity fez parte de muitas missões espaciais europeias, mas também está construindo uma presença no mercado dos Estados Unidos. Espaçonaves científicas notáveis que utilizam componentes fornecidos pela Beyond Gravity incluem o Observatório Espacial Herschel, Planck, Soil Moisture and Ocean Salinity, BepiColombo, Galileo, Solar Orbiter, Veículo de Transferência Automatizado, Aeolus e ICESat-2. Os produtos da Beyond Gravity também são utilizados nos veículos de lançamento Ariane 5, Vega, Falcon 9 e Atlas.

## Estrutura da empresa
A Beyond Gravity é uma divisão do grupo de tecnologia suíça RUAG, com locações na Suíça, Suécia e Áustria. Enquanto as atividades espaciais suíços fazem parte da RUAG Schweiz AG, as atividades na Suécia e Áustria estão organizadas em empresas dedicadas, a RUAG Espace AB e RUAG Espace GmbH. A austríaca RUAG Espace GmbH é uma subsidiária da sueca RUAG Espace AB. A RUAG Espace AB e RUAG Schweiz AG são subsidiárias da RUAG Holding AG.

## Produtos
O principal produto da Beyond Gravity é o desenvolvimento e fabricação de subsistemas e equipamentos para satélites e veículos de lançamento. O portfólio é dividido em cinco áreas de produtos: (1) estruturas do lançador e mecanismos de separação, (2) estruturas de satélite, os mecanismos e equipamentos mecânicos, (3) eletrônica digital para satélites e veículos de lançamento (4) Equipamento de comunicações por satélite e (5) de instrumentos para satélite.
Alguns produtos específicos, tais como anéis coletores ou isolamento térmico são oferecidos também para clientes fora da área espacial.
A empresa é especializada em equipamentos relacionados, por exemplo, em sistemas de computador de bordo, antenas e eletrônicos de micro-ondas para satélites e adaptadores e sistemas de separação de lançadores. A sede da empresa está localizada em Gotemburgo, na Suécia e uma divisão de sistemas mecânicos está situado em Linköping, na Suécia A empresa tinha 380 funcionários em 2009.